# Torre del Bronce (Sevilla)
La Torre del Bronce es una torre de planta cuadrada que formaba parte del recinto defensivo de la ciudad de Sevilla (Andalucía, España). Fue construida durante el periodo de dominación almohade, entre finales del siglo XII y principios del siglo XIII. Se encontraba en línea con la Torre del Oro y la Torre de la Plata, entre la actual Casa de la Moneda y el río Guadalquivir. 
El nombre ha sido propuesto recientemente en varios artículos de prensa, pero no existe constancia documental de ninguna denominación, por lo que realmente es un error denominarla "del Bronce", ya que además hay más torres en la zona similares a esta.
Se trata de una construcción que se descubrió en el año 2012 por el arqueólogo Gregorio Manuel Mora Vicente, con motivo de las obras de restauración de un edificio al que estaba adosada. Solo se conserva una parte de la base.
Durante el periodo de dominación islámica de la península ibérica, los almorávides iniciaron la creación de un amplio recinto amurallado para la ciudad de Sevilla que más adelante ampliaron los almohades. Típico de este periodo son las torres albarranas, construcciones defensivas situadas fuera de la muralla principal y conectadas a la misma por murallas secundarias o corachas. Servían como puestos avanzados de observación y defensa, para ampliar el perímetro defensivo en determinados puntos estratégicos. Resultaban muy útiles en caso de ataque a la ciudad por un contingente enemigo. 